# Palabra de gitano
Palabra de gitano fue un programa de televisión español producido por Mediaset España en colaboración con La Competencia Producciones. El espacio fue estrenado en el access prime time del domingo 10 de febrero de 2013 en Cuatro.

## Formato
El objetivo del programa es dar a conocer la cultura gitana más allá de los estereotipos y clichés forjados a lo largo del tiempo; dar voz a los miembros de su comunidad para que ellos mismos expliquen sus costumbres y tradiciones y compartir y sumergirse de lleno en su día a día, sus rituales y sus celebraciones para comprender sus valores más arraigados.
Entre los principales temas que aborda el formato están las bodas, un bautizo, una fiesta popular, un cumpleaños, la prueba del pañuelo o incluso una visita al cementerio. Todo ello articulado en torno a un concepto vital importante para esta comunidad: la pureza, la vida, el luto, el amor, la ley y el honor, la familia y la fiesta. Palabra de gitano también aborda algunos temas tabú en esta cultura, como el destierro, el repudio o la homosexualidad.

## Críticas y controversias
Fakali, la Federación Andaluza de Mujeres Gitanas, amenazó con denunciar Palabra de gitano criticando precisamente que el programa está «cargado de estereotipos negativos que atentan contra el derecho al honor y a la propia imagen de la comunidad gitana española».
Tras las primeras promociones del espacio, la Federación ya presentó una denuncia el pasado mes de septiembre de 2012 ante el juzgado de guardia de Sevilla que posteriormente fue remitida a los juzgados de Alarcón. Se solicitaron medidas cautelares para impedir su emisión, sin embargo, no fueron apreciadas de oficio. Para este colectivo, «Cuatro se posiciona claramente al lado del racismo y muestra una imagen irreal, sesgada y desmesurada que fomenta el desconocimiento e incita al desprestigio de la minoría étnica más importante de nuestro país».
El abogado de la Federación recuerda que «no se debe permitir que se usen las diferencias culturales para humillar y caricaturizar a toda una ciudadanía que además de ser españoles, son también gitanos y gitanas. Dicha serie documental guioniza y manipula los hechos objetivos para transfórmalos en mercancías mediáticas y sensacionalistas que provocarán el efecto llamada de la audiencia a costa de cometer una aberración contra los gitanos y gitanas».
Entre otras cosas, desde la federación también se dijo que «es como un reality donde se saca lo peor de nosotros y eso es injusto» [...] «incita al odio, al racismo y a la xenofobia» [...] «los medios han hecho que tengamos la imagen social que tenemos» [...] «se está dando apoyo a los racistas» [...] «siempre sacan a los que viven en la marginalidad y con retraso social».
Desde las entidades sociales del Consejo Estatal del Pueblo Gitano se emitieron dos Comunicados con la queja y petición de retirada de la parrilla televisiva por haber dañado la imagen social de la comunidad gitana, la convivencia intercultural y la igualdad, y haber sido caldo de cultivo para discursos racistas.

## Temporadas
| Temporada | Temporada | Episodios | Estreno                 | Final                  | Audiencia media | Audiencia media | Audiencia media |
| Temporada | Temporada | Episodios | Estreno                 | Final                  | Espectadores    | Cuota           |                 |
| --------- | --------- | --------- | ----------------------- | ---------------------- | --------------- | --------------- | --------------- |
|           | 1         | 7         | 10 de febrero de 2013   | 24 de marzo de 2013    | 2 031 000       | 9,5%            |                 |
|           | 2         | 7         | 8 de septiembre de 2013 | 3 de noviembre de 2013 | 1 436 000       | 7,7%            |                 |
| Total     | Total     |           | 2013                    | 2013                   | —               | —               |                 |

## Episodios y audiencias

### Primera temporada (2013)
| N.º (serie) | N.º (temp.) | Título                         | Emisión               | Audiencia         |
| ----------- | ----------- | ------------------------------ | --------------------- | ----------------- |
| 1           | 1           | Pureza                         | 10 de febrero de 2013 | 2 189 000 (10,0%) |
| 2           | 2           | Amor                           | 17 de febrero de 2013 | 2 116 000 (9,7%)  |
| 3           | 3           | Familia                        | 24 de febrero de 2013 | 1 870 000 (8,6%)  |
| 4           | 4           | Vida                           | 3 de marzo de 2013    | 1 803 000 (8,3%)  |
| 5           | 5           | Fiesta                         | 10 de marzo de 2013   | 2 391 000 (11,0%) |
| 6           | 6           | Ley y honor                    | 17 de marzo de 2013   | 2 075 000 (10,0%) |
| 7           | 7           | Luto                           | 24 de marzo de 2013   | 1 773 000 (8,9%)  |
| Especial    | Especial    | Celebración (mejores momentos) | 31 de marzo de 2013   | 1 454 000 (8,0%)  |

### Segunda temporada (2013)
| N.º (serie) | N.º (temp.) | Título    | Emisión                  | Audiencia        |
| ----------- | ----------- | --------- | ------------------------ | ---------------- |
| 1           | 8           | Talento   | 8 de septiembre de 2013  | 1 398 000 (8,6%) |
| 2           | 9           | Gitanas   | 15 de septiembre de 2013 | 1 654 000 (9,6%) |
| 3           | 10          | Tradición | 29 de septiembre de 2013 | 1 607 000 (8,5%) |
| 4           | 11          | Duende    | 6 de octubre de 2013     | 1 499 000 (7,8%) |
| 5           | 12          | Orgullo   | 13 de octubre de 2013    | 1 930 000 (9,8%) |
| 6           | 13          | Devoción  | 20 de octubre de 2013    | 1 304 000 (6,5%) |
| 7           | 14          | Calé      | 3 de noviembre de 2013   | 660 000 (3,3%)   |

### Respuesta de las entidades gitanas y consejos audiovisuales
Las dos temporadas del reality recibieron las críticas desde el movimiento asociativo gitano. En la primera temporada las ONG del Consejo Estatal del Pueblo Gitano consideraron en un Comunicado (01.04.2013) que la serie dañaba la imagen social de la comunidad gitana, la convivencia intercultural y la igualdad, y había sido caldo de cultivo para discursos racistas. Y en la segunda, en un nuevo Comunicado (12.09.2013), rechazaron la emisión defendiendo que no era posible conocer la realidad de la comunidad gitana, o de cualquier otra etnia o grupo de población, a través de la difusión irresponsable de una imagen mediática estereotipada. Lo único que se conseguía con esta nueva temporada era dar continuidad y solidificar los prejuicios dominantes que sobre los gitanos y gitanas permanecen en el imaginario colectivo de la sociedad mayoritaria.
Igualmente, la segunda temporada recibió las quejas de los consejos audiovisuales de Andalucía y Cataluña. Concretamente El Consejo Audiovisual de Andalucía exigió a Cuatro la retirada inmediata de los mensajes de texto racistas que aparecen en la web del programa mientras que el Consell de l’Audiovisual de Catalunya acusó al programa de "ofrecer una visión estereotipada" de la comunidad gitana.